# Fousseny Coulibaly
Fousseny Coulibaly (sinh ngày 10 tháng 8 năm 1989) là một cầu thủ bóng đá thi đấu cho câu lạc bộ Tunisia Espérance, ở vị trí tiền vệ. Sinh ra ở Bờ Biển Ngà, anh có mong muốn đại diện Tunisia ở cấp độ quốc tế.

## Sự nghiệp câu lạc bộ
Coulibaly từng thi đấu cho Stella Club, US Monastir, Espérance và Stade Tunisien.

## Sự nghiệp quốc tế
Coulibaly có 1 lần ra sân cho Bờ Biển Ngà năm 2013. Vào tháng 12 năm 2017 anh cho biết có dự định trở thành công dân Tunisia và đại diện đội tuyển quốc gia Tunisia. Vào tháng 2 năm 2018 có thông báo rằng đăng ký của Coulibaly không được xử lý đúng hạn để tham dự Giải vô địch bóng đá thế giới 2018.